# 赫奧爾希
赫奧爾希（烏克蘭，烏語羅馬化：Heorhii，發音：[ɦeˈɔrɦʲii̯] ⓘ；白語羅馬化：Hyeorhiy）是“喬治”一名的烏克蘭和白羅斯語變體，“喬治”一名又源自古希腊语的，意爲“农民”。波兰语變體為耶日。